# Paul L. Modrich
Pour les articles homonymes, voir Modrić (homonymie).
Paul Lawrence Modrich, né le 13 juin 1946 à Raton au Nouveau-Mexique, est un professeur américain de biochimie à l'Université Duke et un chercheur de mismatch repair au Howard Hughes Medical Institute. Il a obtenu son Ph.D. à l'Université Stanford en 1973. Il est connu pour ses études mécanistiques de la réparation de l'ADN. Il est lauréat du prix Nobel de chimie en 2015 avec Aziz Sancar et Tomas Lindahl.